# Hazrat Sulton
De Hazrat Sulton (Russisch: Хазрет-Султан, Chazret-Soeltan) is met een hoogte van 4643 meter boven de zeespiegel het hoogste punt van Oezbekistan. De berg ligt in 's lands zuidelijkste provincie Surxondaryo op de grens met Tadzjikistan en is eveneens het hoogste punt van het Hisorgebergte.
In de communistische periode stond hij bekend als de Berg van het 22e Congres van de Communistische Partij.